# Echinirus diadematis
Echinirus diadematis is een eenoogkreeftjessoort uit de familie van de Taeniacanthidae. De wetenschappelijke naam van de soort is voor het eerst geldig gepubliceerd in 1975 door Jacob-Judah.